# مانیومنت ولی

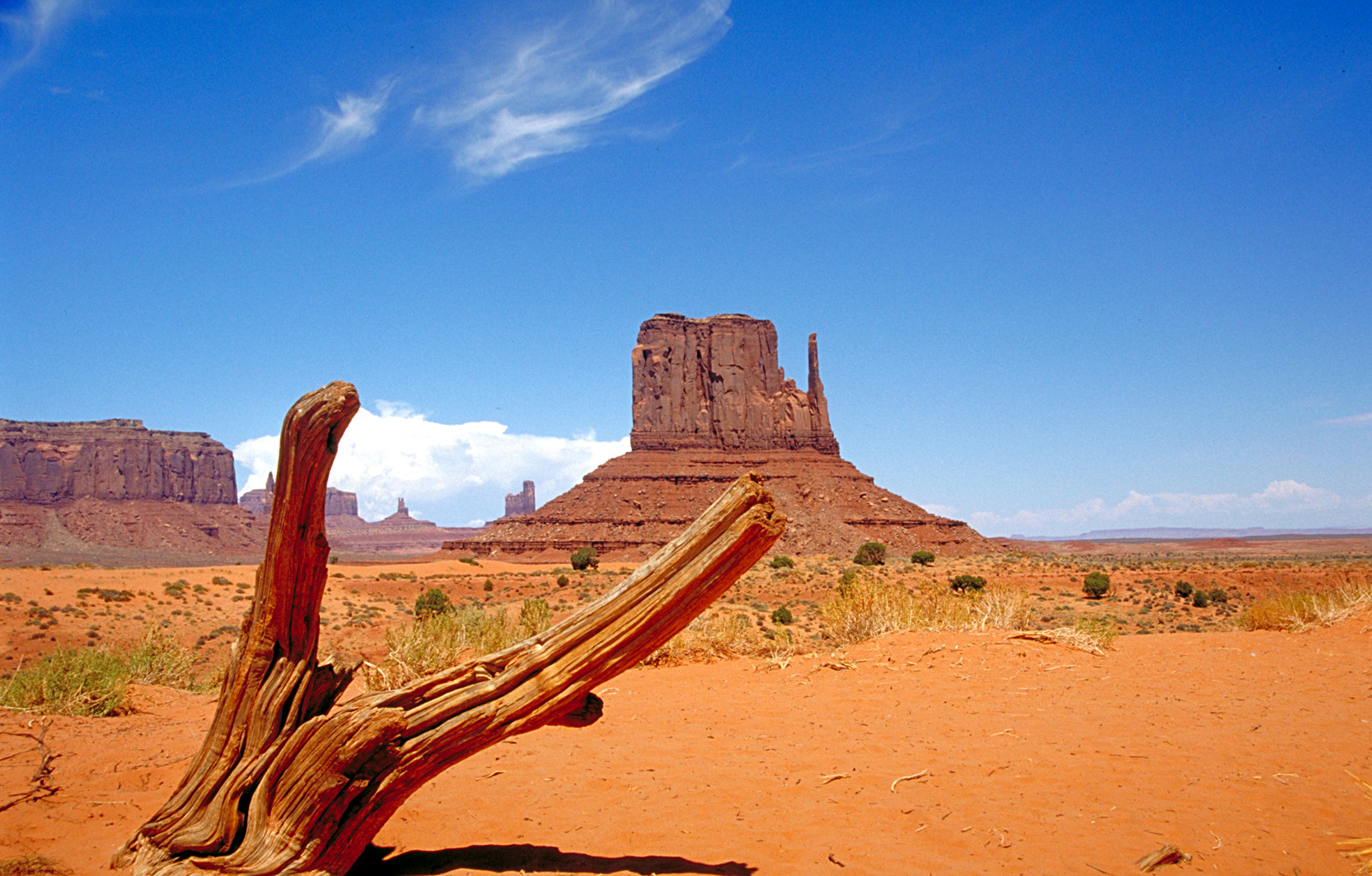
نمایی از دره، دید از سطح زمین

مانیومنت ولی یا دره یادبود (به انگلیسی: Monument valley) که در واقع یک تختال است یک درهٔ مشهور در مرز ایالت یوتا و آریزونا در آمریکا است.
این مکان متعلق به سرخ‌پوستان قبیلهٔ ناواهو است و به زبان محلی سرخ‌پوستی «Tse' Nii' Ndzisgaii» (به معنای «وادی صخره‌ها») نامیده می‌شود.
این منطقه ۳۷۱٫۰۸ کیلومتر مربع مساحت داشته و حاوی بیش از ۱۰۰ خرابهٔ آناسازی با قدمت بیش از ۷۰۰ سال می‌باشد.

## مانیومنت ولی در رسانه‌ها
به‌دلیل چشم اندازهای منحصربه‌فرد آن، این مکان در فیلم‌های بسیاری به نمایش در آمده‌است.
مانیومنت ولی لوکیشن بسیاری از فیلم های جان فورد کارگردان بزرگ هالیوود بود،در واقع جان فورد بسیار دلبسته به این مکان بود.
به‌طور نمونه سکانسهای آغازین فیلم ماموریت غیرممکن ۲ (Mission Impossible II) نقش تام کروز را در حال صخره نوردی در این مکان نشان می‌دهد. و نیز نقش تام هنکس در فیلم فارست گامپ دوی ماراتن خود را در این مکان پایان می‌دهد.
در تک‌آهنگ "من محو می‌شوم" (به انگلیسی: I Disappear) از گروه متالیکا، و تک‌آهنگ "نبوت" (به انگلیسی: Prophecy) از گروه سول‌فلای نیز از این مکان استفاده شده‌است.

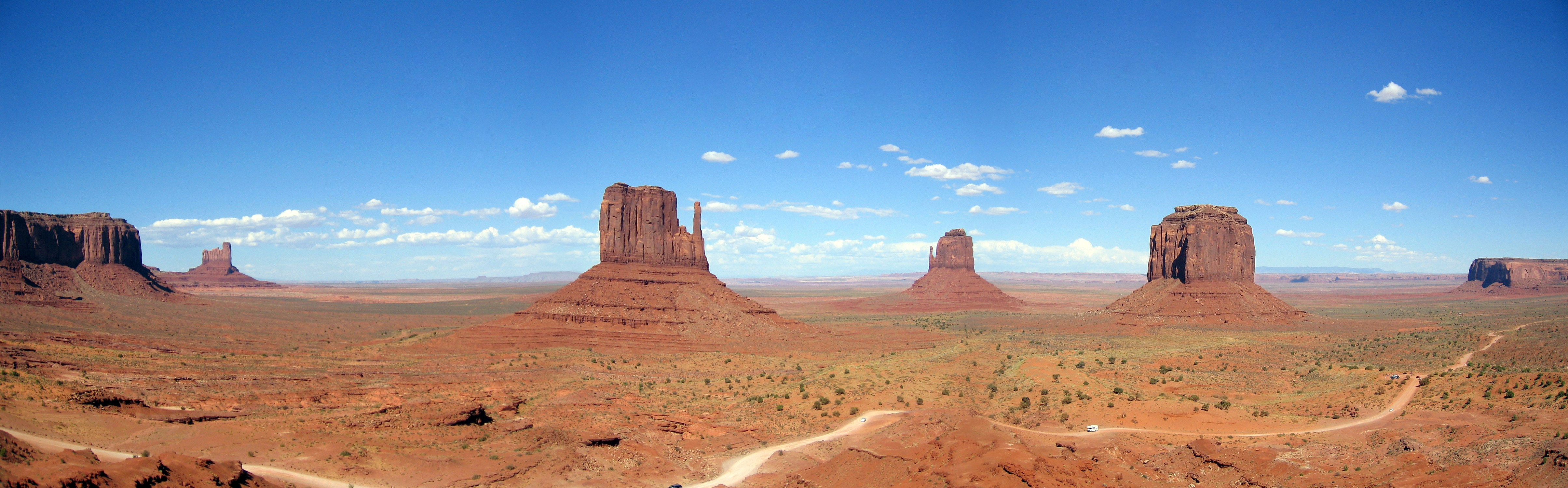

در سریال دنیای غرب نیز (Westworld) لوکیشن اصلی در قسمت های وسترن این سریال همین مکان است.

## نگارخانه

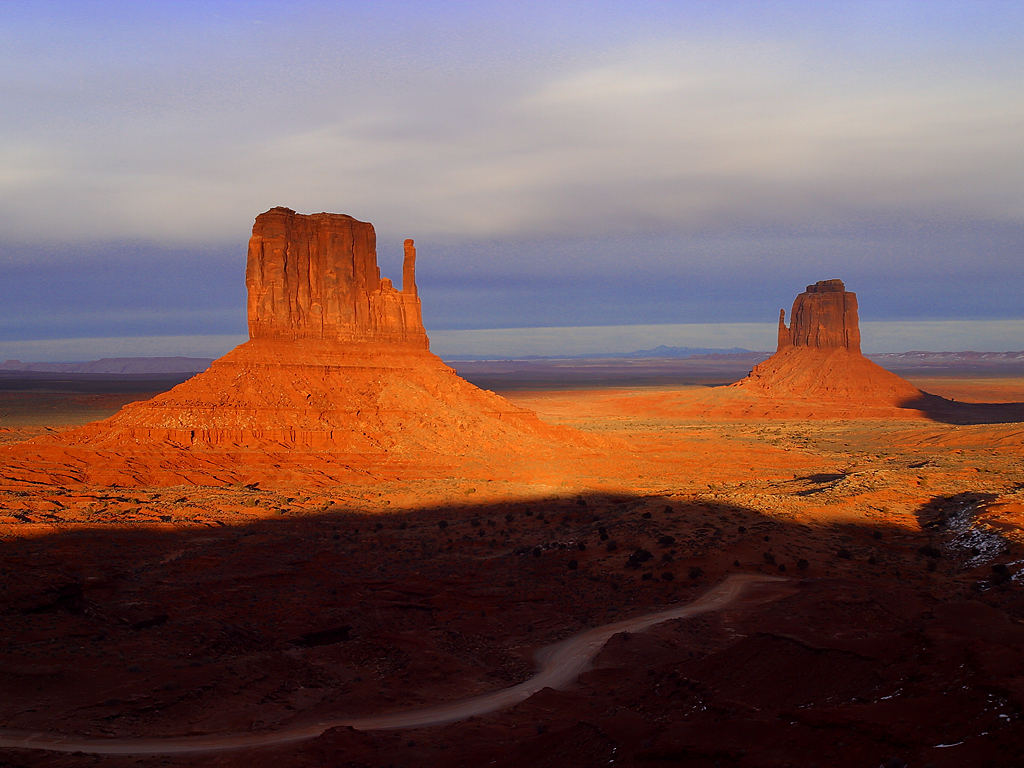
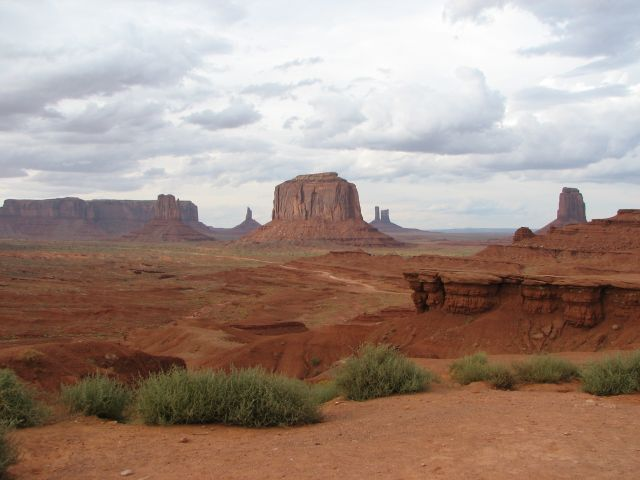
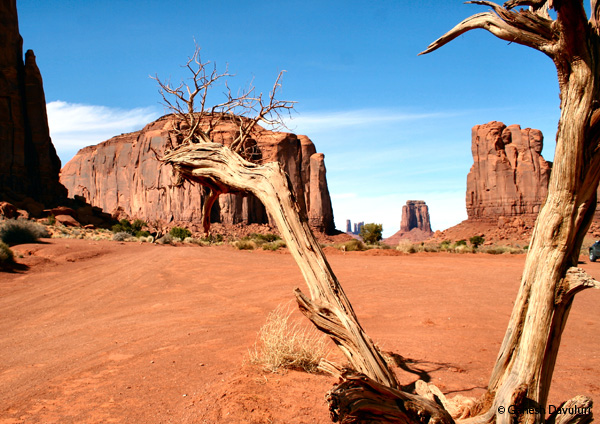
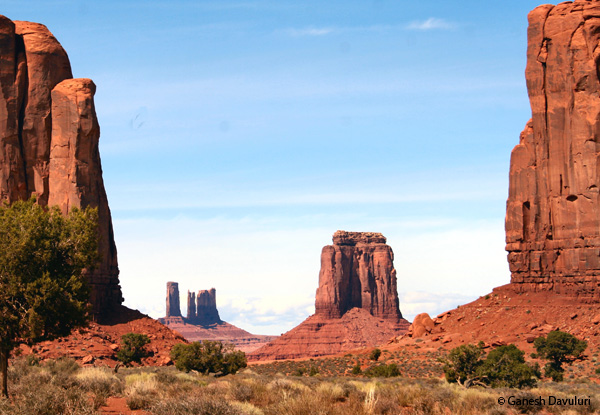
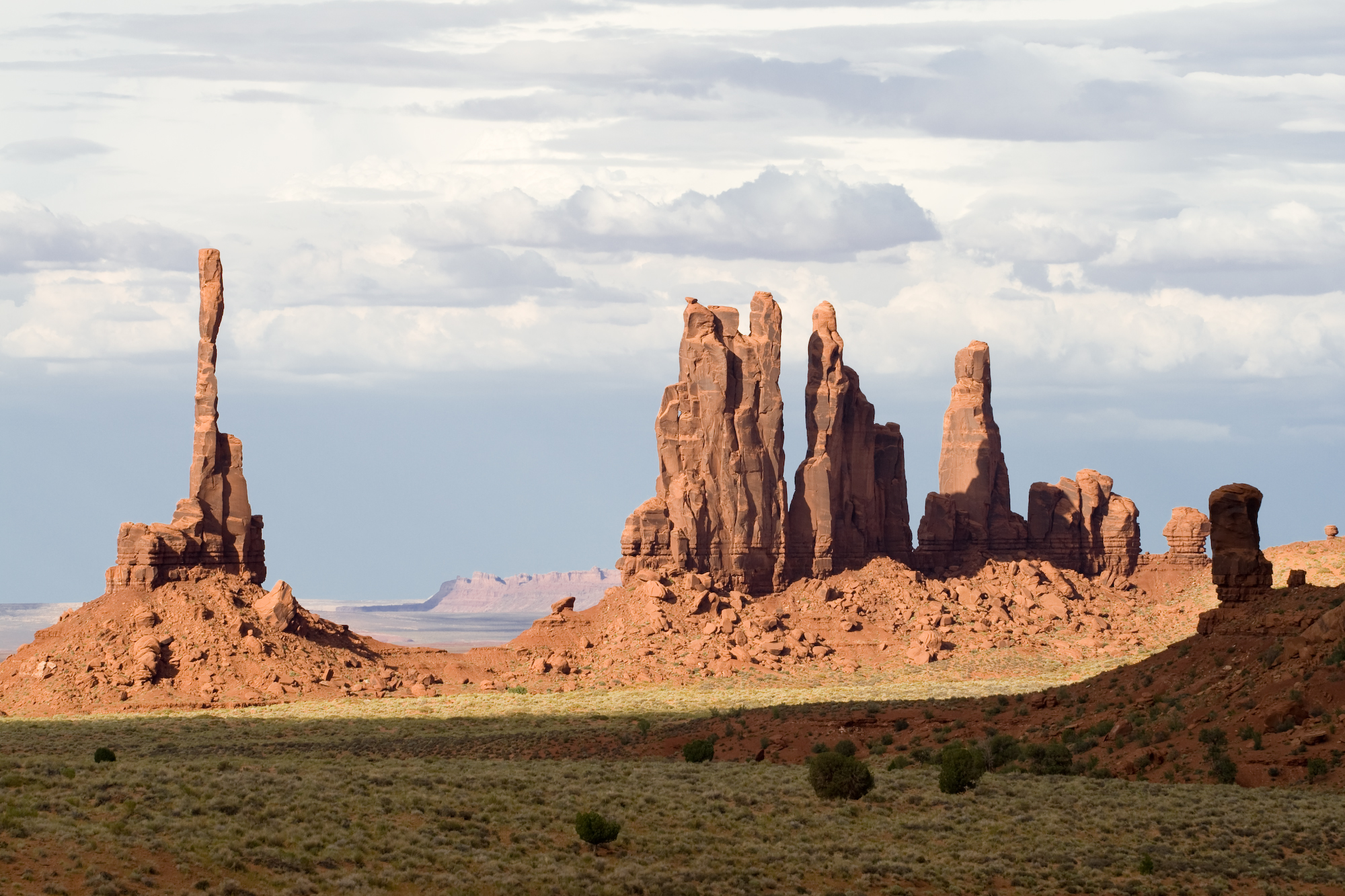
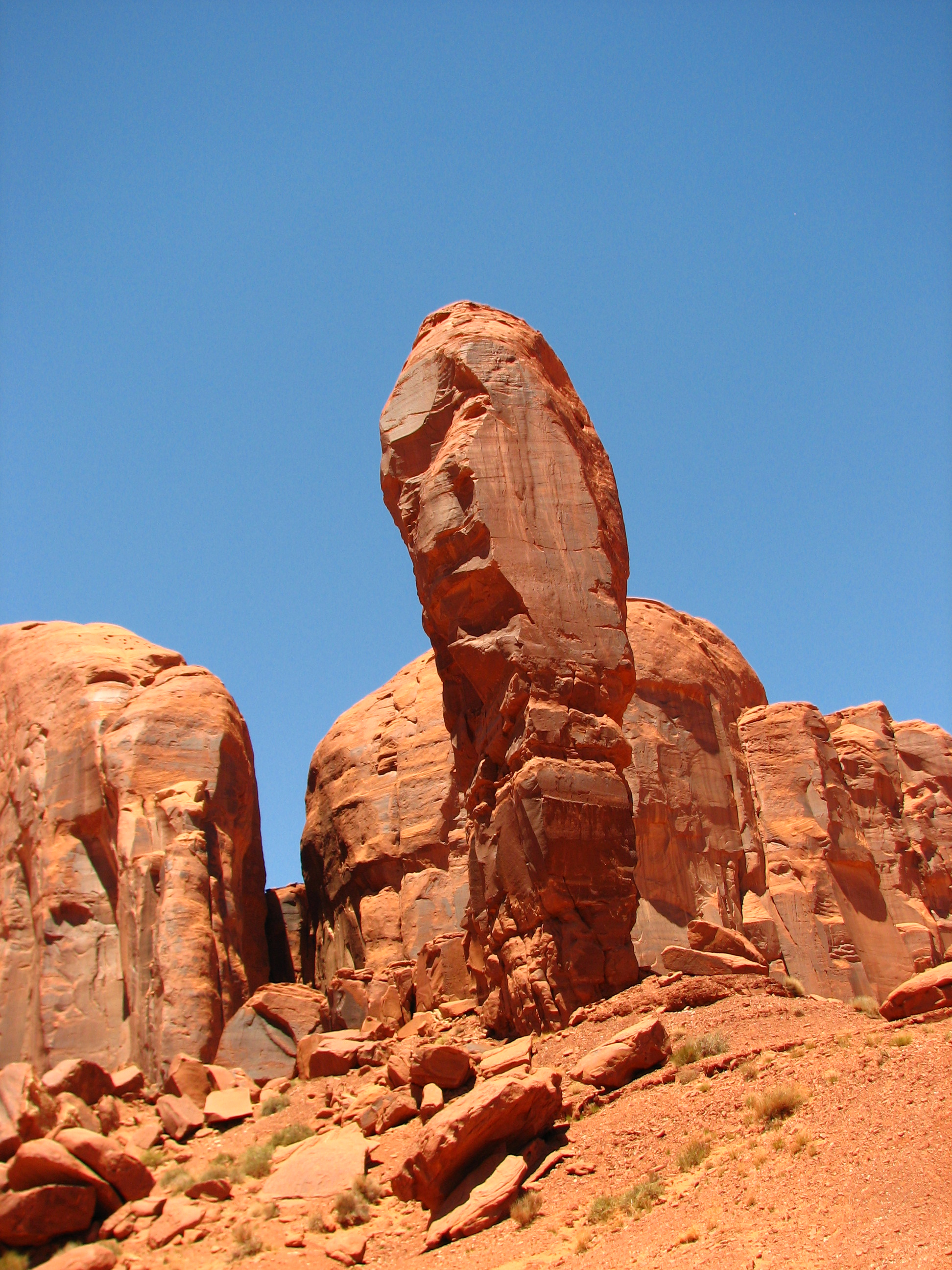
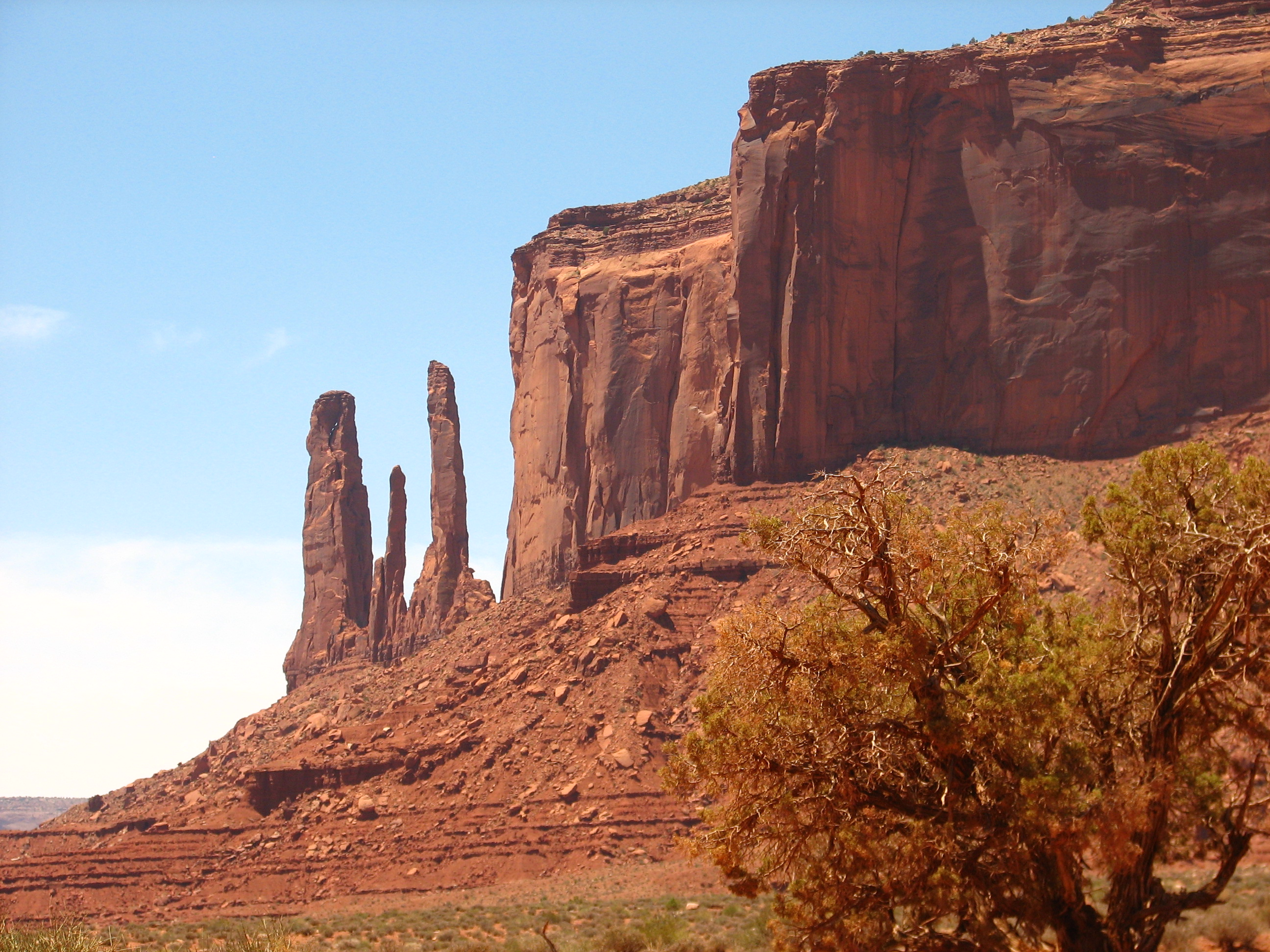
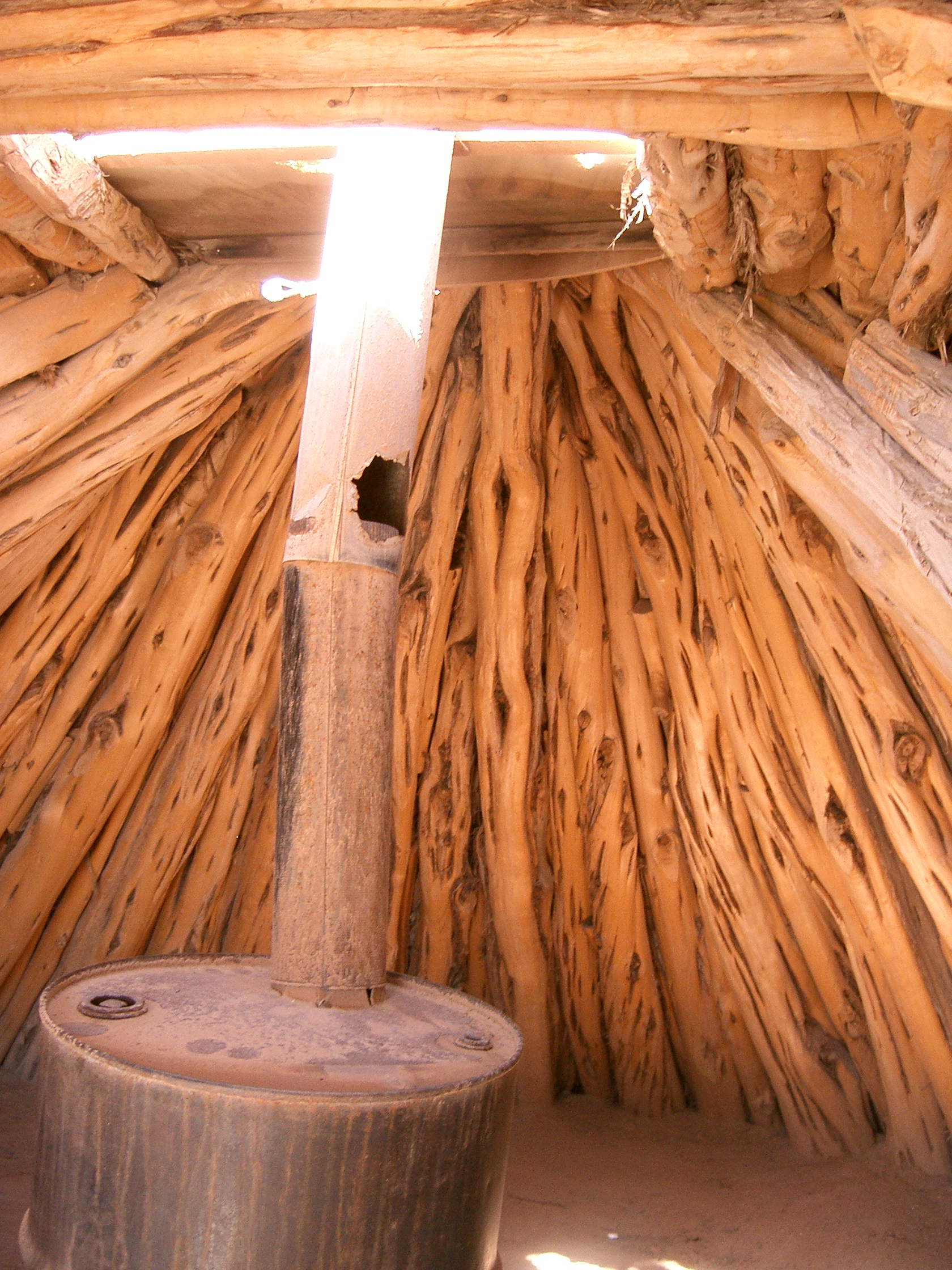